# جيمي جامب
جاومي ماركيوت آي كوت (بالإسبانية: Jaume Marquet i Cot)‏ (مواليد 1976)، والمعروف باسم جيمي جامب، ,والذي أشتهر باقتحام الملاعب, وهو من ساباديل، كاتالونيا، إسبانيا، وهو معروف باقتحامه العديد من المناسبات الرياضية الكبرى.

## وصلة خارجية
- Jimmy Jump homepage **Flagged as harmful webpage in Avast. Use with caution**